# WASP-107b
WASP-107b は、おとめ座の方角に約200光年離れた位置にある恒星 WASP-107 を公転している太陽系外惑星である。太陽系外惑星としては初めて大気中からヘリウムが検出された惑星として知られている。

## 特徴
| 木星 | WASP-107b |
| ---- | --------- |
| 木星 | Exoplanet |

WASP-107b は、2017年にハッブル宇宙望遠鏡の観測結果を利用した、太陽系外惑星探索プロジェクトスーパーWASPの天文学者達によって、トランジット法で発見された。
WASP-107b の大きさは木星の0.924倍で、主星から約820万km離れた軌道を6日弱で公転している、ガス惑星とされている。大きさは木星と同程度だが、質量は海王星の2倍ほどしかないため、密度は土星（0.70 g/cm3）の約5分の1しかなく、これは既知の太陽系外惑星の中でも特に低密度である。こうした低密度な惑星はパフィー・プラネットと呼ばれる。表面温度は、金星とほぼ同程度の 770K (497℃) とされている。
2021年の研究で、ロシター・マクローリン効果の測定結果から WASP-107b の軌道面は主星の自転軸に対して118+38
−19度傾いており、主星の自転とは逆方向に公転している逆行惑星であることが判明した。

## 大気
主星の恒星活動が非常に活発であるため、WASP-107b の大気は高速で宇宙空間に放出されており、WASP-107bは10億年ごとに総質量の 0.1 ～ 4%（10×1010 ～ 3×1011 g）を失っているとされている。また、主星からの極紫外線放射によって大気が大きく膨張することで、その形状は彗星の尾のように引き延ばされており、その長さは惑星半径の7倍にまで及んでいると考えられている。
2018年5月、ハッブル宇宙望遠鏡の広視野カメラ3 (WFC3) を用いた観測で、WASP-107b の大気からヘリウムが検出されたと発表された。太陽系外惑星からヘリウムが検出されたのはこれが初めてであった。大量のヘリウムが検出された事により、WASP-107bの大気が高度数万kmまで広がっている事も判明した。また、この WASP-107b は大きく広がった大気が赤外線波長の観測で検出された初めての惑星でもある。
2023年11月、ジェイムズ・ウェッブ宇宙望遠鏡を用いた観測により、WASP-107b の大気中からは当初存在が予想されていたメタンが含まれておらず、水蒸気と二酸化硫黄が含まれている兆候がみられると発表された。また、大気中に発生する雲にはケイ酸塩鉱物が存在していることが示され、地球上でみられる砂よりもさらに粒子が小さなケイ酸塩鉱物が含まれている可能性が高いとされている。気候シミュレーションによると、大気中の風速は 16,000 km/h（4.44 km/s）を超えるとみられている。

## 主星
WASP-107b が公転している恒星 WASP-107 は、スペクトル分類がK6型で、太陽の0.691倍の質量と0.657倍の大きさを持つ。金属量は太陽とほぼ同程度で、有効温度は4,430 K (4,157℃) である。視等級は11.6等と暗く、肉眼では観測出来ない。